# Ogmomyia cuspidata
Ogmomyia cuspidata is een fossiele soort schietmot uit de familie Helicopsychidae.